# Symetria dylatacyjna
Symetria dylatacyjna – rodzaj podobieństwa na płaszczyźnie, będący przemiennym złożeniem symetrii osiowej i jednokładności, w którym środek jednokładności leży na osi symetrii.